# Certificado de autenticidad

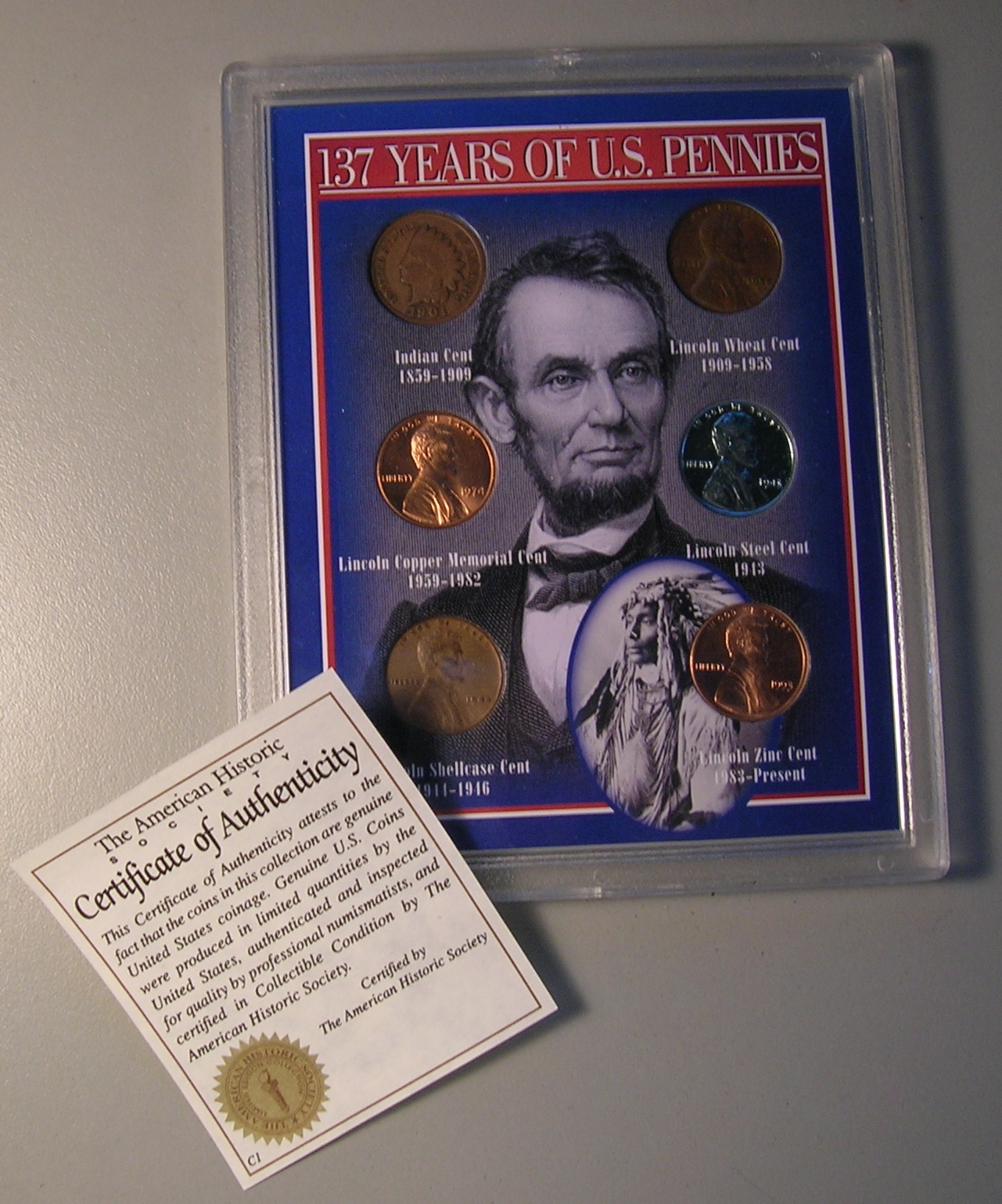
Certificado de autenticidad de una colección de monedas.

Un certificado de autenticidad (COA, Certificate of Authenticity) es documento que suele venir acompañado por un sello o pegatina pequeña conocida como holograma que viene en un programa informático privado, camiseta, jersey, o cualquier otro tipo de producto, como los Souvenir, sobre todo en el mundo del deporte y los ordenadores, que está diseñado para demostrar que el producto es auténtico. Los certificados de autenticidad de los productos informáticos vienen con un número de licencia, que verifican que el programa es genuino, una copia legal.
En memorabilia y coleccionismo en general es importante tener un certificado de autenticidad hecho por un experto, normalmente un grafólogo o périto , los más conocidos son de obras de arte aunque cada vez crece más el coleccionismo de autógrafos de famosos, donde tener el certificado de autenticidad hace que tenga mucho más valor esa firma a la hora de una tasación o venta de ése autógrafo de un famoso, entre los más cotizados están cantantes, deportistas o actores. 
Los COA son también comunes en el mundo del arte. En general, un certificado de autenticidad válido de una obra de arte incluirá detalles específicos sobre el mismo tales como dónde y cuándo se realizó, el nombre de las personas o compañías que participaron en su realización, el título exacto de la obra, su tamaño, y el nombre de libros o revistas de referencia que contengan información relacionada sobre el autor o la obra misma. El certificado de autenticidad debería indicar la cualificación y los datos para contactar con la persona o entidad que autorizó el certificado.  